# Кочубеївські дуби
Кочубе́ївські дуби́ — кілька вікових дерев, що збереглися від старовинної діброви, яка оточувала родовий маєток Кочубеїв у Диканьці. Як пам'ятка природи входить до переліку об'єктів Регіонального ландшафтного парку «Диканський».

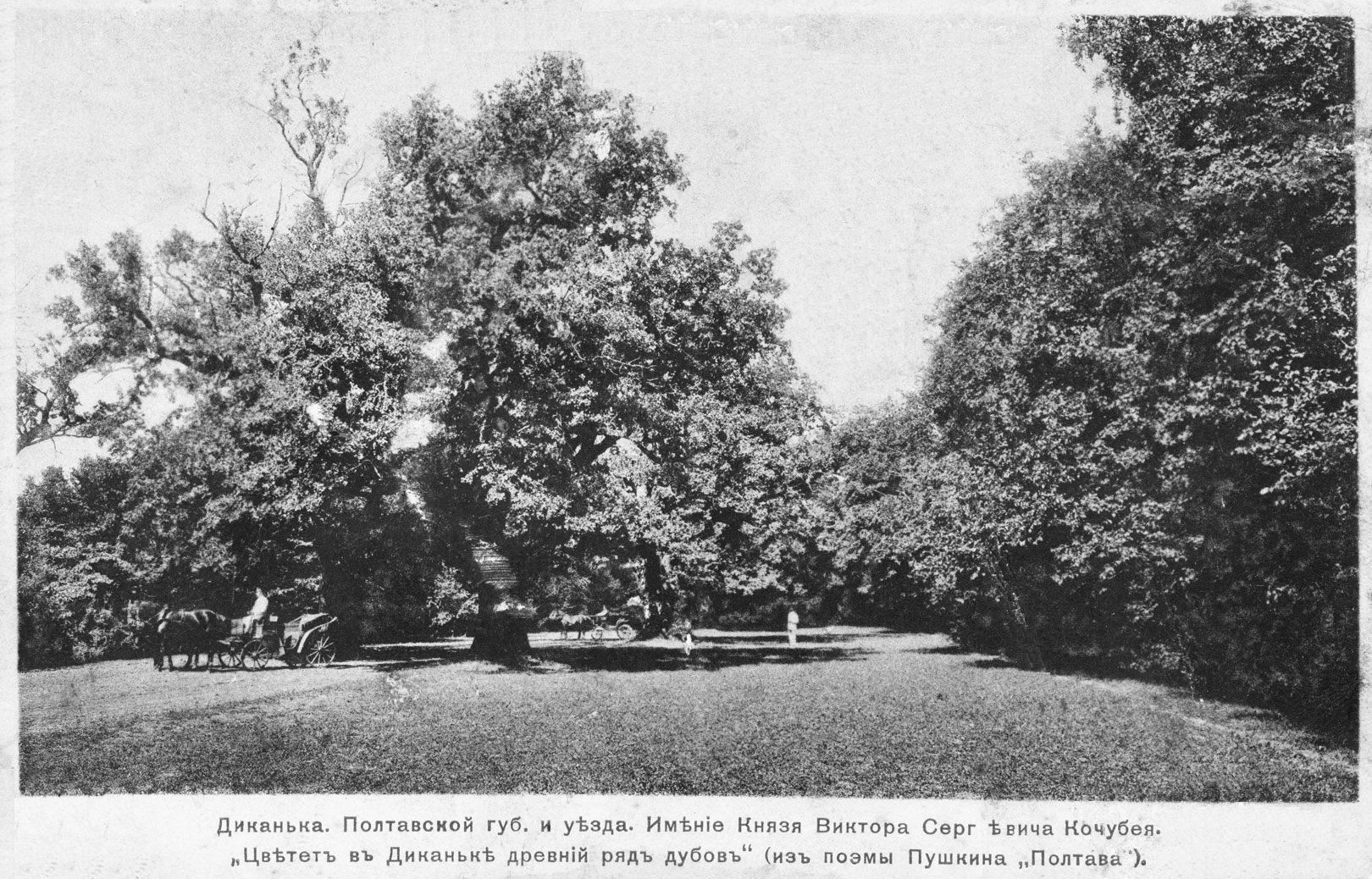
Кочубеївські дуби. Початок 20 ст.

## Історія дубів-велетнів
Хто посадив кочубеївські дуби достеменно невідомо. Існує декілька версій. Згідно з однією, дуби як алею ніхто не саджав, а Кочубеї тільки прорубали рівні просіки по обидва боки від дубів для проїзду. За іншою версією, дубова алея, яка прикрашала в'їзд до садиби Кочубеїв була посаджена полтавським полковником Іваном Іскрою, і генеральним суддею Василем Кочубеєм до дня народження останнього, ще до Полтавської битви. 
У 1861 році дубова алея налічувала 68 дерев. Місцями вона переривалася. В різних рядках її росло 7, 19, 42 дуба (до яких входило і три нині уцілілих велетні). Крізь алею простяглася дорога, що повертала від нинішньої автотраси Полтава — Гадяч навпроти села Проні і вела через Миколаївський ліс прямо до князівської садиби. 
Документація на дуби ведеться тільки з початку сорокових років минулого століття. Відповідно до неї у ряду було п'ять дерев. Одне з них, яке виділялося найбільшими розмірами, так званий Маріїн дуб, або дуб Мазепи, що ріс у вибалку неподалік дзвіниці Миколаївської церкви в 1934 році підпалила блискавка і він згорів. За народною легендою, саме під ним юна Маруся-Мотря Кочубеївна чекала свого коханого — гетьмана Івана Мазепу.

## Сучасний стан
Нині під охороною держави знаходяться останні чотири дуби. Три з них ростуть рядком, один окремо, ближче до Диканьки. Дуби-велетні мають вік 600—800 років. Діаметр стовбурів 1,5-1,8 м, висота — 20-22 м. Є пам'яткою природи з 1964 року. Одне з дерев, середній в групі дуб, з 1970-х років суховершить. Попри лікування, дерево поступово гине.

## Кочубеївські дуби в літературі
Олександр Сергійович Пушкін оспівував Кочубеївські дуби в поемі «Полтава»:
|  | В Диканці вартою стоять Дуби, розрісшися крислато, Про друзів, посланих на страту, Вони нащадкам гомонять... Оригінальний текст (рос.) Цветет в Диканьке древний ряд Дубов, друзьями насажденных; Они о праотцах казненных Доныне внукам говорят... |

Вважається, що Пушкін ніколи не бував у Диканці, а уявлення про багатство диканської садиби Кочубеїв отримав із розповідей правнучки страченого генерального судді Наталки Кочубей, з якою познайомився у Царському Селі: родові перекази і легенди, почуті від Наталки, були опоетизовані в рядках поеми.
Під оспіваними Пушкіним дубами бували Микола Гоголь, Михайло Щепкін, Михайло Глінка, Григорій Квітка-Основ'яненко, Андрій Головко, Пилип Капельгородський, Юрій Смолич, Юрій Яновський.
Біля дубів завжди людно — сюди приїздять усі, хто знайомиться з Полтавщиною, її історією і природою. Досі існує повір'я, що, доторкнувшись до Кочубеївського дуба, можна отримати здоров'я і довголіття.

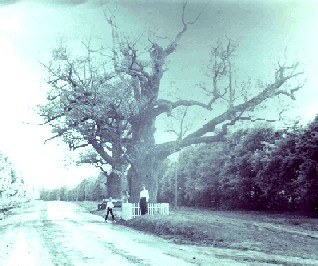
Дуби часів Мазепи та Гоголя. 1967 р.
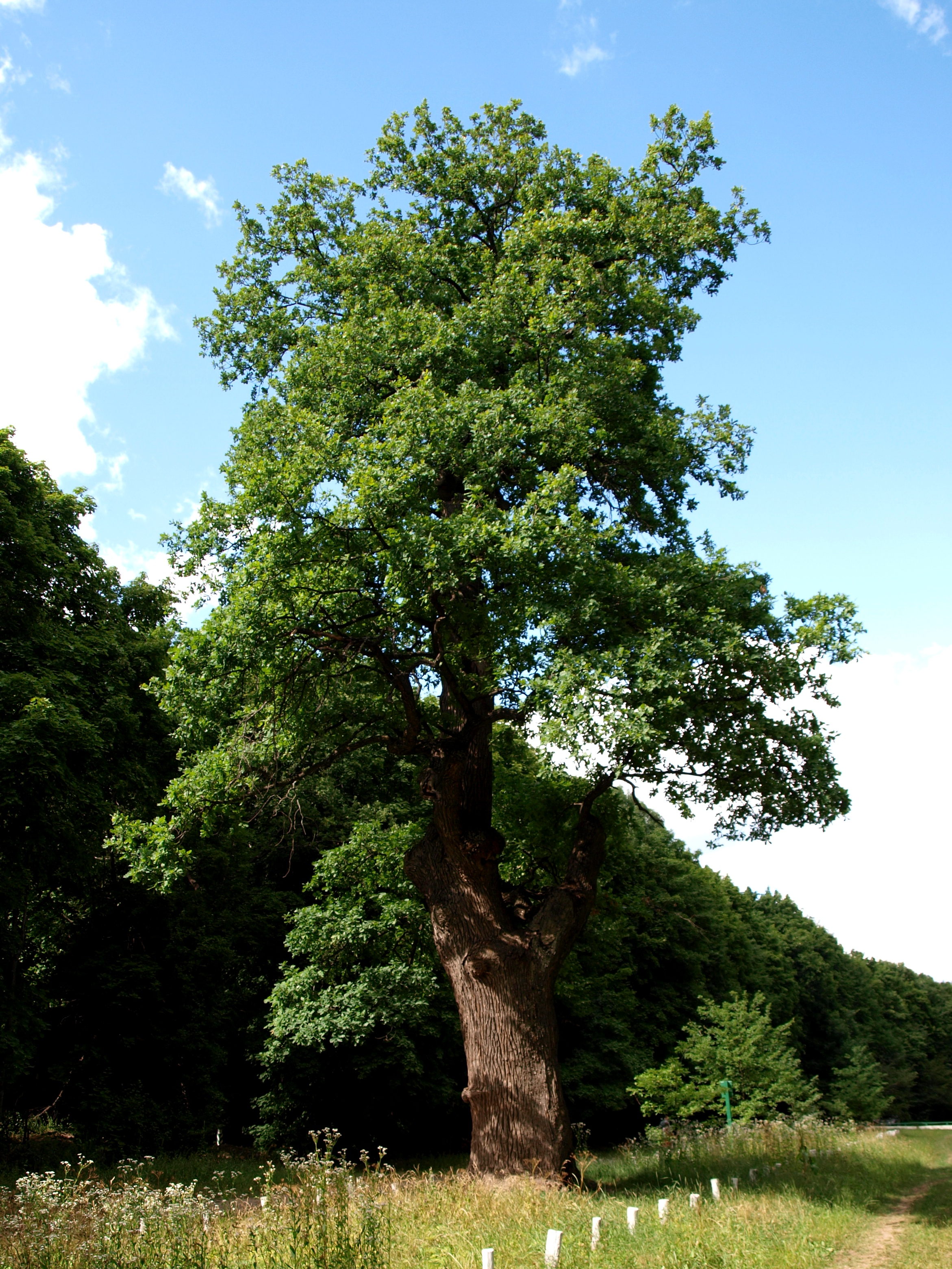
Кочубеївській дуб (літо 2012 р.)
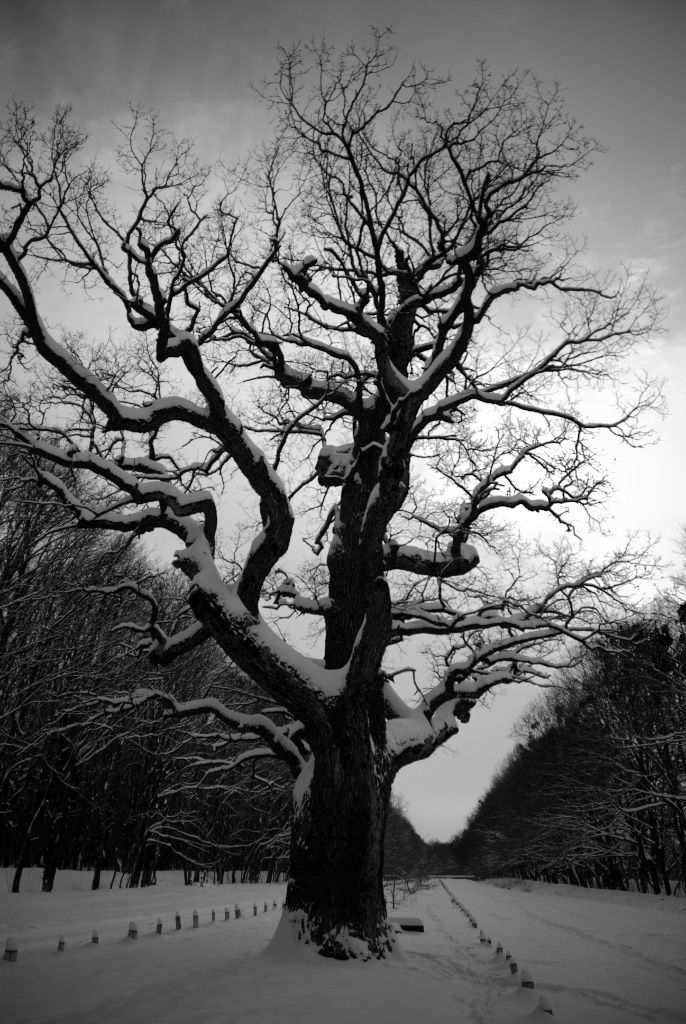
Кочубеївські дуби взимку
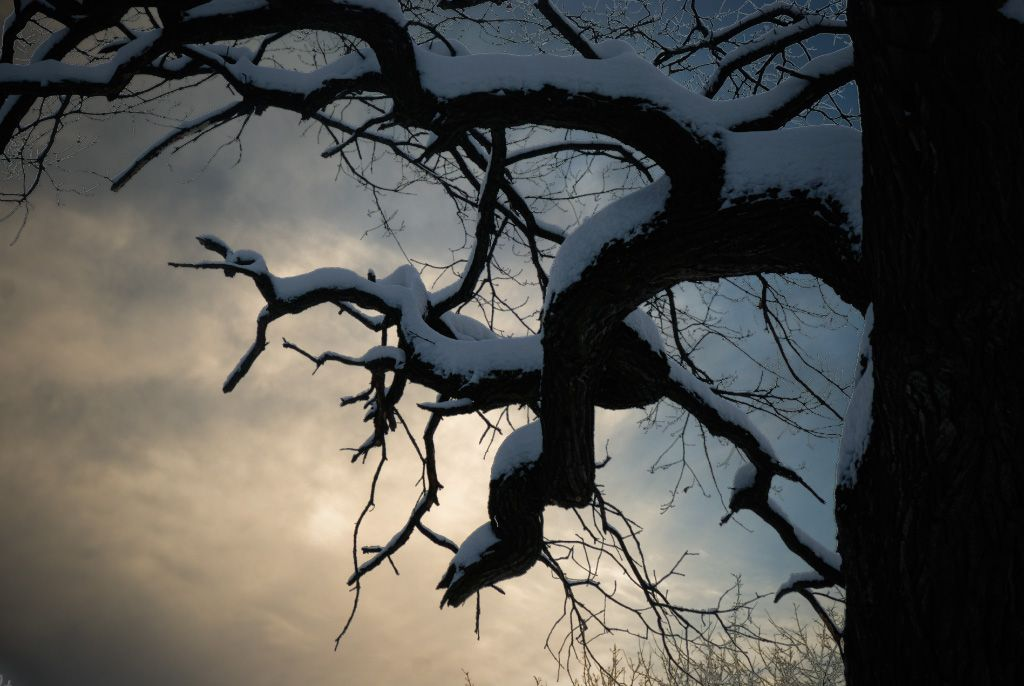
Кочубеївські дуби взимку